# Uble
Uble – wieś w Chorwacji, w żupanii dubrownicko-neretwiańskiej, w gminie Lastovo. W 2011 roku liczyła 222 mieszkańców.